# Divizia Națională 2006-2007
Divizia Națională 2006-2007 a fost cea de-a 16-a ediție a Diviziei Naționale de la fondarea ei. În această ediție numărul de cluburi participante a fost de 10. La finele sezonului nici o echipă nu a retrogradat deoarece Comitetul Executiv al FMF a luat decizia să mărească numărul de echipe de la 10 la 12 în Divizia Națională.

## Clasament final
| Poz | Club                   | M  | V  | E  | Î  | GM | GP | Pct | Note                               |
| 1   | Sheriff Tiraspol       | 36 | 28 | 8  | 0  | 70 | 7  | 92  | Liga Campionilor 2007-2008 Runda I |
| 2   | Zimbru Chișinău        | 36 | 21 | 8  | 7  | 63 | 23 | 71  | Cupa UEFA 2007-2008 Runda I        |
| 3   | Nistru Otaci           | 36 | 16 | 9  | 11 | 44 | 36 | 57  | Cupa UEFA 2007-2008 Runda I        |
| 4   | Dacia Chișinău         | 36 | 13 | 16 | 7  | 36 | 30 | 55  | Cupa UEFA Intertoto 2007 Runda I   |
| 5   | Tiraspol               | 36 | 10 | 16 | 10 | 37 | 32 | 46  |                                    |
| 6   | Olimpia Bălți          | 36 | 12 | 6  | 18 | 38 | 50 | 42  |                                    |
| 7   | Politehnica Chișinău   | 36 | 7  | 12 | 17 | 29 | 47 | 33  |                                    |
| 8   | Tiligul-Tiras Tiraspol | 36 | 6  | 15 | 15 | 23 | 46 | 33  |                                    |
| 9   | Iskra-Stali Rîbnița    | 36 | 6  | 13 | 17 | 22 | 43 | 31  |                                    |
| 10  | Dinamo Bender          | 36 | 3  | 13 | 20 | 24 | 72 | 22  |                                    |

## Golgheteri
| # | Jucător         | Club             | Goluri |
| - | --------------- | ---------------- | ------ |
| 1 | Alexei Kuciuk   | Sheriff Tiraspol | 17     |
| 2 | Vladimir Țaranu | Nistru Otaci     | 16     |
| 3 | Alexei Jdanov   | Zimbru Chișinău  | 15     |
| 4 | Sergiu Chirilov | Zimbru Chișinău  | 12     |
| 4 | Marian Pîrsa    | Sheriff Tiraspol | 9      |
| 4 | Igor Picușciac  | FC Tiraspol      | 9      |